# 등적과정
등적과정(等積過程, isochoric process)은 어떤 닫힌 계가 열역학 과정을 거치고 있을 때, 그 계의 부피가 일정하게 유지되는 과정이다. 탄성이 없는 용기 안에 밀봉된 내용물이 가열 또는 냉각되는 상황을 등적과정의 예시로 들 수 있다.

등적과정을 나타낸 그래프. 압력이 증가해도 부피가 변하지 않는다.

## 같이 보기
- 등압과정
- 단열과정
- 등온과정
- 다방과정
- 열역학 제1법칙